# Morlanwelz
Morlanwelz (en való Marlanwè) és un municipi belga de la província d'Hainaut a la regió valona. Està compost per les seccions de Morlanwelz-Mariemont, Carnières i Mont-Sainte-Aldegonde. Limita amb els municipis de La Louvière, Manage, Chapelle-lez-Herlaimont, Anderlues, i Binche.

## Agermanaments
- Villarosa
- Pleszew
- Le Quesnoy
- Blaj

## Personatges il·lustres
- Elio Di Rupo, ministre-president del Govern Való.